# マルテンセラ
マルテンセラ Martensella Coemans. 1863 はキックセラ目の菌類の1つ。ブラシカビによく似ているが胞子形成の向きが異なり、またキノコに生える菌寄生性と考えられている。

## 特徴
Benjamin(1959) ではこの属は以下のように示されている。
胞子嚢柄は直立するか斜めに立ち、隔壁があり、単一かあるいは上部で不規則に分枝する。スポロクラディアは先端に形成され、胞子嚢柄の先端の成長に伴って側面に出る形となり、一見では側面に出た柄のある細長くて弓状に曲がった角膜のある構造となり、その上面に多少とも縦並びの配列で偽フィアライドを形成する。偽フィアライドは紡錘形でその上に1つだけ細長い、あるいは楕円形の小胞子嚢（分節胞子嚢）を形成する。
属名はルーヴェン大学の教授であった M. M. Martens を記念して命名されたものである。
より具体的な説明を2番目に発見された種である M. corticii に基づいて示す（タイプ種である M. pectinata はCoemans による1863年の原記載以降に記録がない）。
基質上のコロニーは微小で疎らな毛状の層をなし、淡い黄色を呈する。胞子嚢柄は単一で無色、高さは200μmまで、太さは5.5～6.5μm、1～3の隔壁がある。その柄の上に1か2，時に3個のスポロクラディアを生じる。スポロクラディアには柄があり、柄は単一の細胞で出来ていて長さ9～12.5μm、太さ4.5μm。スポロクラディアは2～5，普通は3～4個の隔壁があり、長さ25～36μm、胞子形成の行われる部分で膨らんでいてその幅は7～10μm、鈍く丸まった基部側へと狭まり、また鋭く前方に曲がった不実の先端に向けても狭まる。偽フィアライドは6～8個がスポロクラディアの上の面に並び、その大きさは5～6×3.5μm。分節胞子嚢は細長い長円形で、基部に向かっては僅かに狭まり、先端は丸くなっており、大きさは10.5～13×3.5～4.5μm。
本属の菌の無性生殖は上記のようにスポロクラディア上に形成される単胞子の分節胞子嚢内の胞子嚢胞子による。
有性生殖についてはこの類では栄養菌糸の接合から形成される接合胞子嚢に依ることが知られているが、本属では発見されていない。ただJackson & Dearden(1948) は宿主上の菌糸において栄養菌糸の途中に丸く膨らんだやや厚壁の細胞が観察されており、ブラシカビ属で知られている接合胞子嚢に似ていることを指摘しているものの、それが複数連続して形成される場合がることなどから厚膜胞子のようなものではないかとしている。Benjamin(1959) も観察の裏付けがないことを認めながらもこれが他のキックセラ科のものやディマルガリス科のものの接合胞子嚢によく似ていることを指摘している。
この種がタイプ種とは別種と判断されたのはタイプ種ではスポロクラディアに10～12の隔壁があり、それぞれの区画に1対の偽フィアライドを生じるとの記載があり、明らかにこの種よりフィアライドがずっと多いことがあげられている。分節胞子嚢に関してはその長さが8～9μmとされており、本種よりやや小さい。もう一つの大きな違いは宿主で、タイプ種では詳細は不明ながらケカビ目とミズカビ目の菌糸の上で見られたとされているのに対して、この種は担子菌の子実体の上で発見されていることである。
なお、上記の記載における上下であるが、胞子嚢柄が基質に対して上向きに立っている、という形で記されているが、基質のキノコが枯れ木の下面に子実層を広げ、背面で張り付く形であるため、むしろ下向きの基質から生えて下向きに伸びるものであるらしい。Linderr(1943)の図には胞子嚢柄が上向きに伸びる形で示されているが、Jackson & Dearden(1948)では胞子嚢柄の先端が下に向くように図が描かれているのはこのためであるようだ。

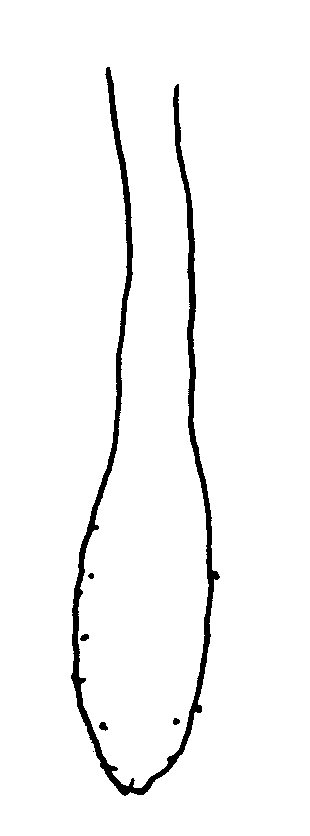
胞子形成部の発達過程(M. corticii) １：スポロクラディアの形成が始まる
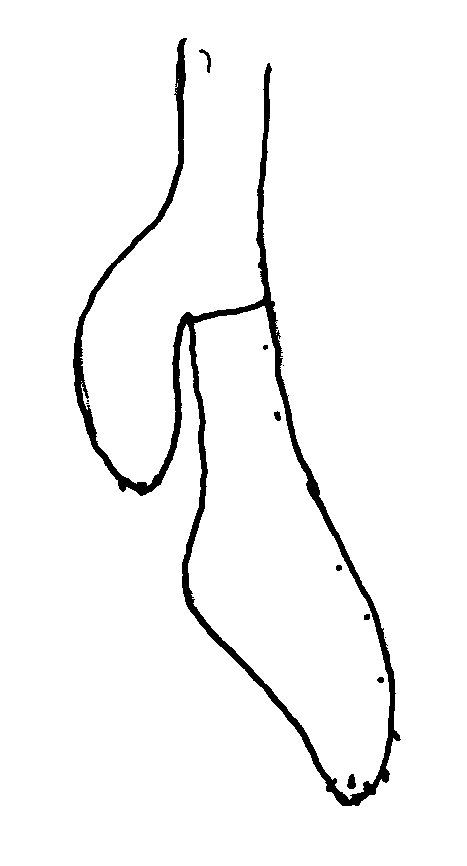
２：新たな分枝の形成
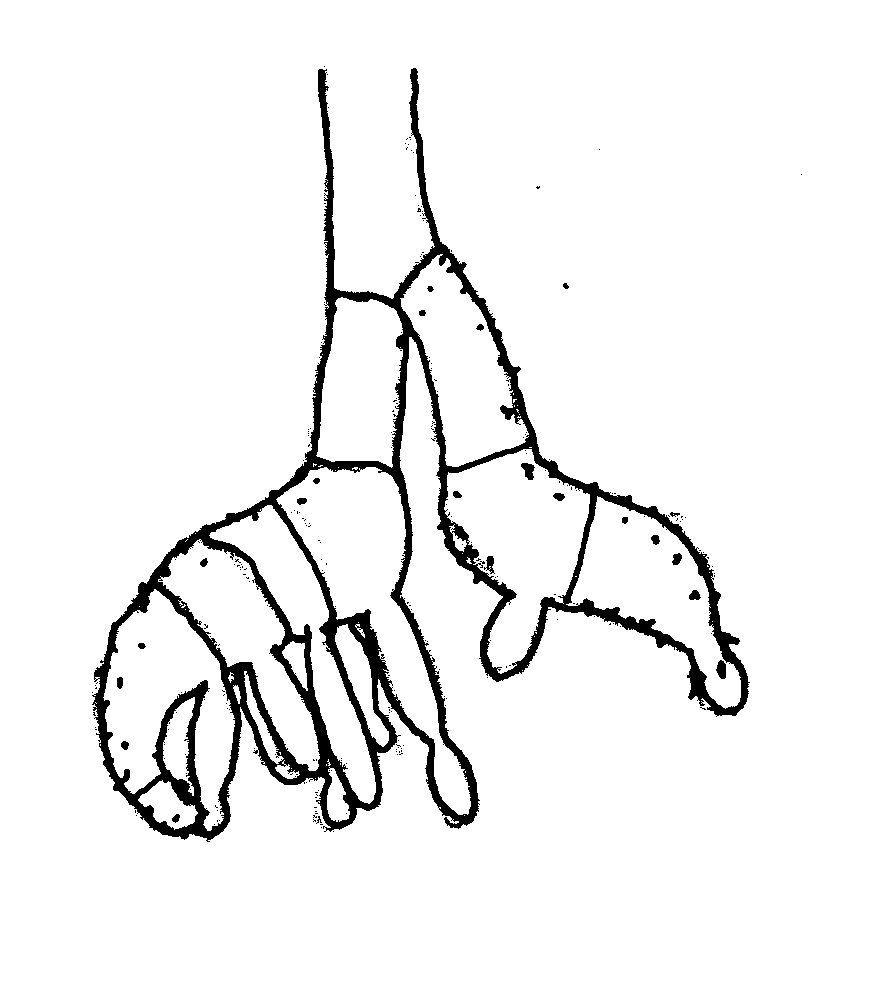
３：偽フィアライドの形成
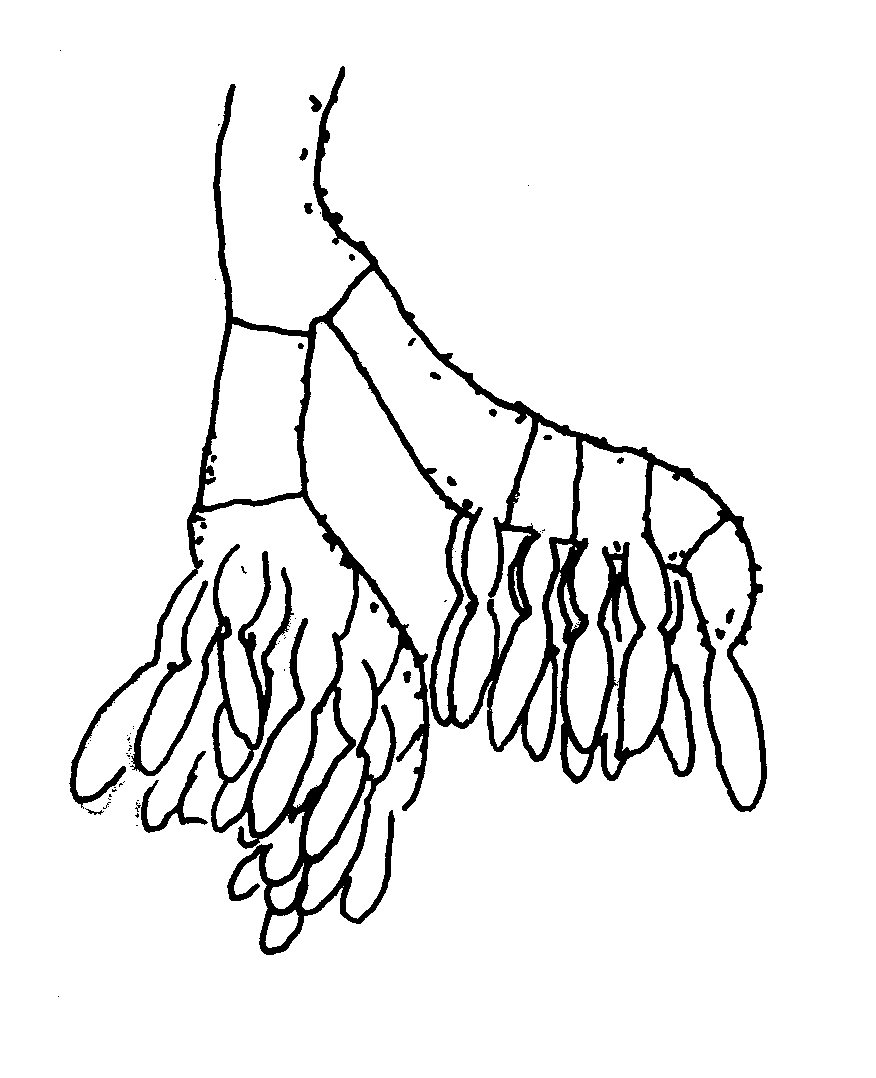
４：単胞子性分節胞子嚢の形成
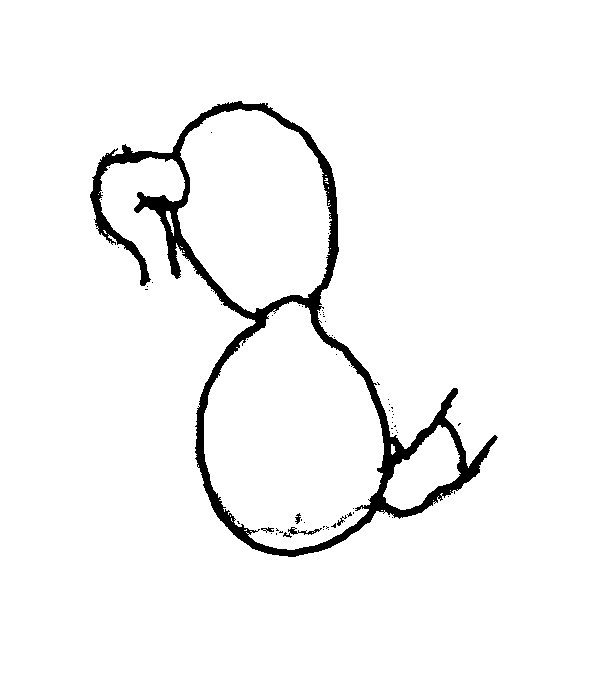
厚膜胞子らしいもの

## 寄生性
本属の菌類は菌寄生性であると考えられている。タイプ種の M. pectinata は原記載ではケカビ目とミズカビ目の菌糸の上、とだけ記されているとのことで、またそれ以降には報告がなく、菌類(と偽菌類？)寄生性である可能性が示されているだけである。もう1種の M. corticii についてはより詳しい記録があり、まず原記載のものはコウヤクタケ属 Corticium （担子菌門ハラタケ亜門ハラタケ綱コウヤクタケ目コウヤクタケ科）の子実体上で発見された。Linder(1943) ではタイプ標本の宿主をC. sp. とし、パラタイプの宿主として C. alutaceum の名が上がっているが、Jackson & Dearden(1948) は C. radiosum の上で本種を複数確認し、おそらくこの種が本種の唯一の宿主であろうとしている。なお、宿主の学名は現在は Vesiculomyces citrinus となっている由。
菌寄生生の菌類には生きた宿主菌糸が存在しないと生存が出来ない絶対寄生性のものと宿主の存在しない培地上でも一定以上の性域を行える条件的寄生性のものがあるが、本属のものについては絶対的寄生菌であると思われる。本属のものが培地上で培養された例はない。

## 分布
タイプ種の M. pectinata はベルギーで発見され、それ以降の記録はない。第2の種である M. corticii はカナダのニューブランズウィック州カンポベロとアメリカ合衆国ニューヨーク州のエンフィールドで採集された。Jackson & Dearden(1948) はこの種をオンタリオ州で再発見したことから北アメリカ各地の標本を元にこの種を探し、その結果として北アメリカ各地の標本からは本種が確認できた試料が30以上得られ、他方でヨーロッパの試料からは全く得られなかったという。そのことからこの種が北アメリカで広い分布域を持っていることは判断できるが、世界的な分布に関しては判断を控えている。しかしその後に他地域で発見されたことはないようで、どうやら北アメリカ大陸の固有であると思われる。
ちなみにJackson & Dearden(1948)によって記録されたこの種の生育区域は以下の通りである。
- カナダ
  - オンタリオ州・ケベック州・ブリティッシュコロンビア州・ニューブランズウィック州
- アメリカ合衆国
  - コネチカット州・ニューヨーク州・ペンシルベニア州・ミシガン州・アリゾナ州・ユタ州・ワイオミング州

## 分類
この属はその形態に関して言えばきわめてブラシカビ Coemansia に似ており、違いはほぼスポロクラディア上の胞子を形成する方向のみである。本属ではスポロクラディアの上側、言い換えると主軸の向きに胞子形成が行われるのに対して、ブラシカビではスポロクラディアの下側、主軸の反対側に形成される。それもあり、タイプ種の記載のみで知られていたこの分野の研究の初期には本属をブラシカビ属に含めるべきとの説もあった。これに関わってBainier が記載したブラシカビ属の種に本属のタイプ種と種小名が同じである Coemansia pectinata が存在することになっており、混乱しがちな状況を作っている。本属の独立性に関してはLinder(1943) によって第2の種が発見され、それが詳細に記載されたことでひとまず解消している。いずれにしても本属はブラシカビ属にごく近いものと考えられている。

### 下位分類
上記のように本属には以下の2種が知られている。
- Martensella Coemans, 1863
  - M. pectinata Coemans 1863
  - M. cortieii Thaxter 1943

## 経緯
本属が知られたのはこの群では古い方で、Coemans による記載が行われたのは1863年である。これはブラシカビ Coemansia の1873年より古く、キックセラ Kickxella の1862年に次ぐものである。この時期はまだ菌類の分類体系、特にカビの体系には混乱が多く、何しろキックセラに関しては同時に観察された他種の菌の胞子嚢や閉子嚢殻と関係があるのかないのかが問題になった程であった。本属を含むこれらの菌はその胞子が分生子に類する形質を持つために不完全菌として扱われがちであったが、次第にケカビ類と縁の近いものと見なされて接合菌類として纏められるようになり、Linder(1943) はこの3属を纏めてキックセラ科 Kickxellaceae を立てた。